# Aradus
Aradus (łac. Diœcesis Aradiensis) – stolica historycznej diecezji w Cesarstwie Rzymskim (prowincja Fenicja), współcześnie w Syrii). Wzmianki o biskupach pochodzą z IV–VI wieku. Od XIX wieku katolickie biskupstwo tytularne. W latach 1958–1972 biskupem tytularnym tej diecezji był bp Jerzy Stroba, ówczesny biskup pomocniczy gnieźnieński, następnie gorzowski.

## Biskupi tytularni
| Lp. | Biskup                     | Od                  | Do                |
| --- | -------------------------- | ------------------- | ----------------- |
| 1   | Charles Poniński           | 19 grudnia 1725     | wrzesień 1727     |
| 2   | Caspar Adolph Schernauer   | 10 maja 1728        | 20 czerwca 1733   |
| 3   | Richard Lincoln            | 21 listopada 1755   | 21 czerwca 1757   |
| 4   | Wilhelm von Alhaus OSC     | 2 października 1758 | 26 maja 1794      |
| 5   | Pedro José Tordoya Montoya | 20 sierpnia 1880    | 1881              |
| 6   | Noè Giuseppe Tacconi PIME  | 18 września 1911    | 26 września 1942  |
| 7   | Anthony Joseph Schuler SJ  | 29 listopada 1942   | 3 czerwca 1944    |
| 8   | Luis Pérez Hernández CIM   | 3 listopada 1945    | 29 maja 1956      |
| 9   | José Alí Lebrún Moratinos  | 2 sierpnia 1956     | 21 czerwca 1958   |
| 10  | Jerzy Stroba               | 4 lipca 1958        | 28 czerwca 1972   |
| 11  | Georges Abi-Saber OLM      | 2 maja 1986         | 23 listopada 1990 |
| 12  | Francis Némé Baïssari      | 7 czerwca 1991      | 24 lutego 2015    |
| 13  | Joseph Naffah              | 17 czerwca 2016     |                   |